# Katrina (Vorname)
Katrina ist ein weiblicher Vorname.

## Variantenbildung
Der Name ist eine verkürzte Form von Katharina (zu Herkunft und Bedeutung siehe dort). Diese Variante wird, wie auch Katarina oder Catalina, mit einfachem t geschrieben, während zudem der zweite Vokal wegfällt, wodurch aus dem viersilbigen Namen ein dreisilbiger Name wird. Eine Variation ist die Schreibweise mit C: Catrina.

## Verbreitung und Beliebtheit
Verbreitet ist diese Form vor allem im englischsprachigen Raum, wo sich in Nordamerika, Großbritannien und Australien recht ähnliche Beliebtheitsverläufe ausmachen lassen: Um 1950 begann die Popularität langsam zu steigen; erreichte zwischen 1972, 1980 und 1990 ihre Höhepunkte und fiel dann wieder ab. Nach dem Hurrikan Katrina 2005 kam es in den USA zu einem drastischen Einbruch bei der Vergabe des Namens an Neugeborene. Zu keinem Zeitpunkt erreichte die Form „Katrina“ jedoch den Popularitätswert der englischen Hauptnamensvariante „Catherine“, obwohl jene Form seit Beginn des 20. Jahrhunderts stetig an Beliebtheit verlor.

## Namensträgerinnen
- Katrina Adams (* 1968), US-amerikanische Tennisspielerin
- Katrīna Amerika (* 1991), lettische Schachspielerin
- Katrina Bowden (* 1988), US-amerikanische Schauspielerin
- Katrina Carlson (20. Jh.), US-amerikanische Singer-Songwriterin und Schauspielerin
- Katrina Daschner (* 1973), deutsche Fotografin, Künstlerin und Filmemacherin
- Katrina Dawson (1976–2014), australische Rechtsanwältin
- Katrina Gibbs (* 1959), australische Hochspringerin
- Katrina Gorry (* 1992), australische Fußballspielerin
- Katrina Hanse-Himarwa (1967–2024), namibische Politikerin (SWAPO)
- Katrina Honeyman (1950–2011), britische Wirtschaftshistorikerin
- Katrina Howe (* 1986), US-amerikanische Skiathletin
- Katrina Jade (* 1991), US-amerikanische Pornodarstellerin
- Katrina Kaif (* 1983), britisch-indisches Model und Schauspielerin
- Katrina Krimsky (* 1938), amerikanische Pianistin und Komponistin
- Katrīna Krumpāne (* 1980), lettische Sängerin (Sopran) und Musikerin
- Katrina Law (* 1985), US-amerikanische Schauspielerin
- Katrina Leskanich (* 1960), US-amerikanische Sängerin
- Katrina Matthews (* 1991), britische Athletin
- Katrina Noorbergen (* 1985), australische Singer-Songwriterin
- Katrina Pierson (* 1976), US-amerikanische Aktivistin (R)
- Katrina Powell (* 1972, genannt „Triny“), australische Hockeyspielerin
- Katrina Price (* 1978, genannt Katie), britisches Model, Sängerin und Unternehmerin
- Katrina Scott (* 2004), US-amerikanische Tennisspielerin
- Katrina vanden Heuvel (* 1959), US-amerikanische Journalistin
- Katrina Werry (* 1993), australische Ruderin
- Katrina Wreede (* 1960), US-amerikanische Komponistin und Musikerin
- Katrina Zova (* 1988), US-amerikanische Pornodarstellerin